# Alfoz de Bricia
Alfoz de Bricia település Spanyolországban, Burgos tartományban. Alfoz de Bricia Valle de Valdebezana, Valle de Manzanedo, Valle de Zamanzas, Valle de Sedano, Valderredible és Alfoz de Santa Gadea községekkel határos. Lakosainak száma 68 fő (2024).

## Népesség
A település lakosságának változását az alábbi diagram mutatja:
| Lakosok száma | 143  | 119  | 104  | 97   | 97   | 76   | 72   | 76   | 73   | 68   |
|               | 2001 | 2004 | 2006 | 2009 | 2011 | 2014 | 2016 | 2019 | 2021 | 2024 |